# Albulena Kryeziu
Albulena Kryeziu (ur. 27 sierpnia 1986 w Gjakovej) – kosowska aktorka.

## Życiorys
W 2008 roku ukończyła studia na wydziale aktorskim Uniwersytetu w Prisztinie, gdzie kontynuowała studia magisterskie.

## Nagrody
W 2016 roku podczas gali DC Festival we Francji, Albulena Kryeziu otrzymała nagrodę dla najlepszej aktorki za film Zdrada z literami (ang. Cheating for Papers).

## Filmografia

### Filmy
| Rok  | Tytuł                     | Rola        |
| ---- | ------------------------- | ----------- |
| 2007 | Vaska                     | Bardha      |
| 2009 | Elvana Gjata: Nuk janë më |             |
| 2011 | Taśma ślubna              | ambasadorka |
| 2012 | Kolumna                   | narzeczona  |
| 2014 | E dashura Nita            | Nita        |
| 2016 | Zdrada z literami         | Merita      |

### Seriale
| Rok  | Tytuł          | Rola   |
| ---- | -------------- | ------ |
| 2014 | Stine Dashurie | Mimoza |

## Życie prywatne
Jest żoną kosowskiego reżysera, Ilira Bokshiego. Para wzięła ślub w 2016 roku w rodzinnej Djakowicy (alb. Gjakova). W grudniu 2017 urodził im się syn.
Kryeziu, oprócz ojczystego języka albańskiego, deklaruje znajomość włoskiego i angielskiego.